# Union Sportive Lusitanos Saint-Maur
O Union Sportive Lusitanos Saint-Maur é um clube de futebol com sede em Saint-Maur-des-Fossés, um subúrbio de Paris, na França. A equipe compete atualmente no Championnat National 3, o quinto nível da pirâmide do futebol francês.

## História
O clube foi fundado em 1966 por descendentes de portugueses que moravam em Saint-Maur-des-Fossés.
Em 2002, decide fundir-se com o Créteil e passa a jogar na Liga Parisiense de Futebol. Após um processo de reestruturação na gestão de Arthur Machado (eleito presidente em 2012), conquista o título da Liga em 2014–15, voltando a jogar a CFA após 14 temporadas de ausência.
O clube manda suas partidas no estádio Adolphe Chéron, que possui capacidade para receber 3.500 torcedores.